# Jan Gielens (voetballer)
Joannes Bonefacius (Jan) Gielens (17 augustus 1903 - 26 juli 1964) was een Nederlands voetballer die als middenvelder speelde.
Gielens speelde voor Willem II en Hercules en kwam in 1925 en 1926 in totaal negen keer voor het Nederlands voetbalelftal uit, waarbij hij één doelpunt maakte.